# Белая Гора (аэропорт)
Белая Гора — региональный аэропорт посёлка Белая Гора Абыйского улуса Якутии. Обеспечивает регулярное авиасообщение с региональным центром — Якутском, а также авиавылеты внутри района. Аэропорт был открыт в 1974 году.

## Технические характеристики
Расположен на удалении 3.5 км. северо-восточнее пос. Белая Гора.
Аэродром: класса Г, ГВПП-1, магнитный курс 71°–251°; 2000х60 м, покрытие галька, без категории, разрешена эксплуатация круглосуточно.

### Принимаемые типыВС:[4]
Ан-2, Ан-3, Ан-12, Ан-24, Ан-26, Ан-28, Ан-30, Ан-32, Ан-74, Ан-140, L-410, «Даймонд Тундра» DА-40, Pilatus Aircraft LTD PC-6/B2-H4, 
Як-40 и др. типы ВС 3-4 класса, вертолёты всех типов.

## Показатели деятельности
| год        | 1991   | 2014   | 2015   | 2016 | 2017   |
| пассажиров | 26 800 | 10 358 | 10 804 | 9652 | 11 884 |
| Источники: |        |        |        |      |        |